# Walram von Moers
Walram von Moers (Germânia, 1393 – Arnhem, 3 de outubro de 1456) foi um pseudocardeal germânico da Igreja Católica, que foi bispo de Münster. 

## Biografia
Filho de Frederico III, conde de Moers e da princesa Walburga de Särwerden, seu irmão Dietrich von Moers foi desde 1414 arcebispo de Colônia e seu irmão Heinrich von Moers desde 1424, bispo de Osnabrück e Münster. Estudou em Heidelberg, a partir de 1401, e na Universidade de Bolonha a partir de 1408.
Torna-se tesoureiro e decano do capítulo da catedral de Colônia em 1413, foi também reitor de Sankt Gereon e de Sankt Maria ad Gradus, ambas em Colônia, além de cônego do capítulo da catedral de Trier.
Com o apoio de seu irmão Dietrich, ele se candidatou ao bispado de Utrecht em 9 de novembro de 1423, mas ele não teve sucesso e Rudolf von Diepholz foi selecionado; em dezembro de 1432, o Papa Eugênio IV ficou ao seu lado, mas  somente em fevereiro de 1434, uma minoria dos cônegos de Utrecht o selecionou para ser o sucessor do bispo Zweder van Culemborg.  Em junho de 1435, o bispo Moers foi ao Concílio de Basileia e depois estabeleceu-se, pelo menos até 1438, em Dordrecht.
Foi criado cardeal pelo Antipapa Félix V no Consistório de 12 de abril de 1440, contudo ele recusou a promoção. O rei Sigismundo e o clero da Holanda e Zelândia reconheceu o bispo Moers como o bispo legítimo; no entanto, ele não conseguiu ter sucesso contra o bispo Diepholz, que foi reconhecido pelo capítulo da catedral de Utrecht. Assim, em 16 de janeiro de 1449, ele renunciou formalmente e se reconciliou com o capítulo e no dia 5 de julho seguinte, ele até se reconciliou com o bispo Diepholz.
Eleito bispo de Münster pela maioria do capítulo da catedral, em 15 de julho de 1450, foi aprovado pelo Papa Nicolau V em 14 de outubro de 1450 e investido em 9 de julho de 1451; a cidade e uma minoria do capítulo da catedral exigiram a eleição de Eric von Hoya, irmão do conde Johann von Hoya e uma guerra aberta pela posse da sé estourou. O bispo Moers não conseguiu obter a posse da cidade de Münster e foi para Arnhem, sob a proteção de João I, Duque de Cleves, de quem tinha a simpatia.
Em março de 1452, o cardeal legado Nicolau de Cusa revisou um regulamento de compensação para o Bispo Moers, mas permaneceu em grande parte ineficaz. Morreu em 3 de outubro de 1456, em Arnhem.